# Kelsea Ballerini
Kelsea Nicole Ballerini (Mascot, 12 settembre 1993) è una cantautrice e personaggio televisivo statunitense.
Riconosciuta con il Rising Star Award da Billboard e con il Gene Weed Milestone Award agli Academy of Country Music Awards, è la prima artista country ad avere i primi tre singoli di debutto alla prima posizione della US Country Airplay. Ha inoltre ricevuto tre nomine ai Grammy Award ed entrata a far parte della Grand Ole Opry.
Dall'inizio della sua carriera ha venduto oltre 4 milioni di copie in tutto il mondo tra album e singoli. Ad oggi ha rilasciato due album The First Time (2015) e Unapologetically (2017), quest'ultimo entrato nella top10 della Billboard 200, e numerosi singoli di successo tra cui Love Me Like You Mean It, Peter Pan e Legends. Ha inoltre collaborato con i The Chainsmokers, Thomas Rhett, Jason Aldean e aperto i tour mondiali di Kelly Clarkson, Keith Urban e i Lady Antebellum.
Parallelamente intraprende la carriera televisiva diventando mentore e coach a The Voice, conducendo diversi programmi tra cui CMT Crossroads e i CMC Awards nel 2016. Nel 2021 pubblica il primo libro di poesie  Feel Your Way Through.

## Biografia
Kelsea Ballerini è originaria del Tennessee ed ha origini italiane da parte del padre.

### 2014-2016:The First Time

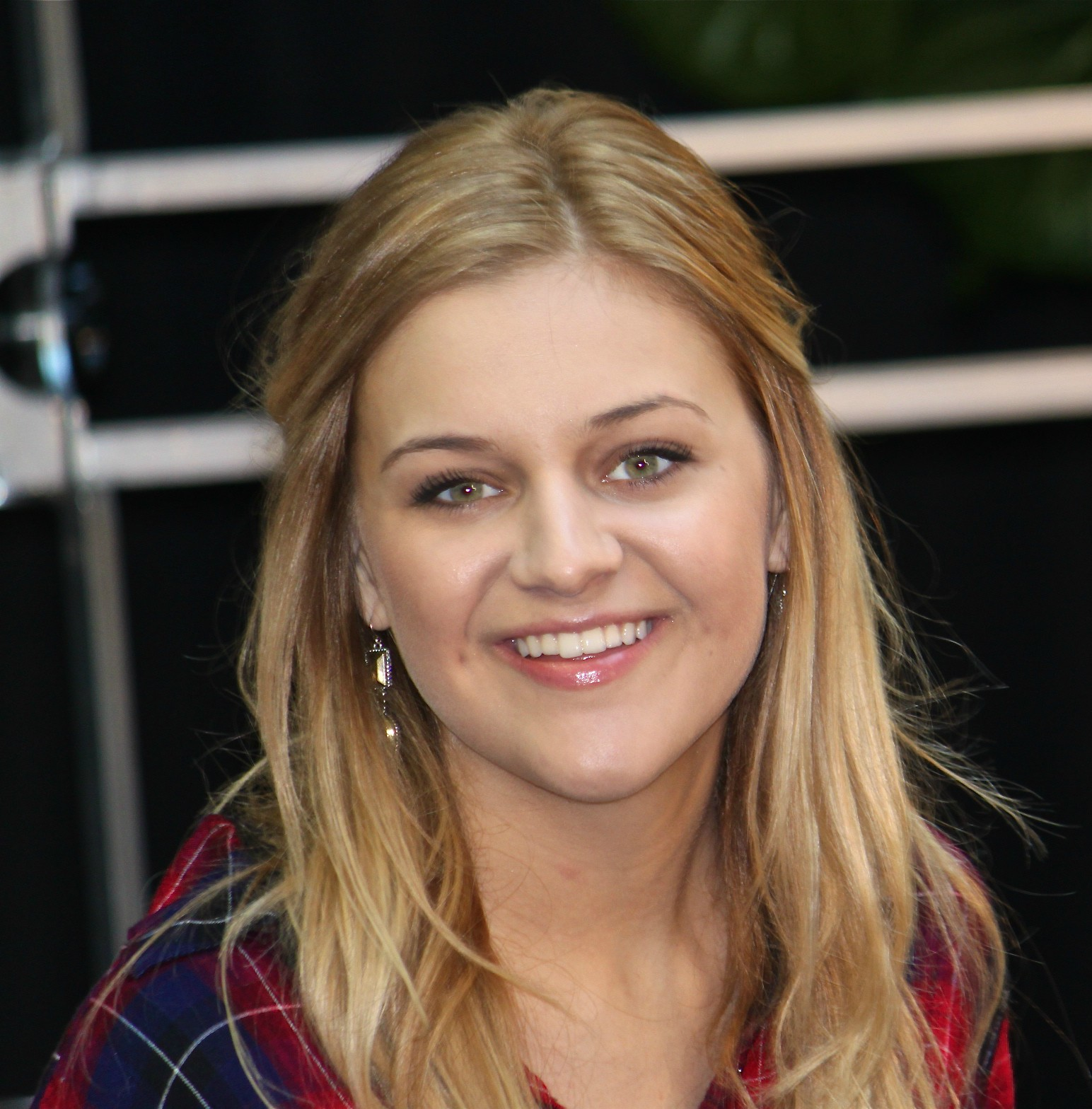
Kelsea Ballerini nel 2014

All'età di 19 anni ha firmato per la Black River Entertainment. Alla fine del 2014 ha pubblicato il suo singolo di debutto Love Me Like You Mean It, che ha debuttato alla prima posizione della US Country Airplay,divenendo la seconda cantante country a riuscirci dopo Carrie Underwood con il suo primo singolo Jesus, Take the Wheel del 2006. Entra anche alla posizione 45 della Billboard Hot 100 e alla terza posizione della classifica country canadese, vendendo un milione di copie. Il 24 novembre 2014 rilascia l'EP omonimo di cinque tracce, debuttando alla posizione 40 della US Top Country Albums.
Il 19 maggio 2015 pubblica il suo primo album in studio The First Time, co-scrivendo tutte e dodici le tracce. L'album entra alla quarta posizione della US Top Country Albums e 31 della Billboard 200, ricevendo la certificazione d'oro dalla RIAA. I primi tre estratti, Love Me Like You Mean It, Dibs e Peter Pan debuttano alla prima posizione della US Country Airpla, rendendo la Ballerini l'unica artista ad avere raggiunto questo risultato nel nuovo secolo, dopo Wynonna Judd che ci riuscì nel 1992; i brani vengono certificati dischi di platino dalla RIAA.
Ai Country Music Association Awards del 2015 la cantante riceve due nomine come Female Vocalist of the Year e New Artist of the Year e viene nominata come Favorite Country Female Artist agli American Music Award. Billboard assegna alla cantante il Rising Star Award ai Billboard Women in Music Award affermando "Kelsea è una cantautrice potente, che ha fatto scalpore a Nashville. Colmando abilmente il divario pop-country, le sue canzoni hanno cuore ed è solo l'inizio". Nel 2016 agli Academy of Country Music Awards riceve una nomina come Female Vocalist of the Year e viene riconosciuta come New Female Vocalist of the Year.

### 2017-2018:Unapologetically, collaborazioni eThe Voice US

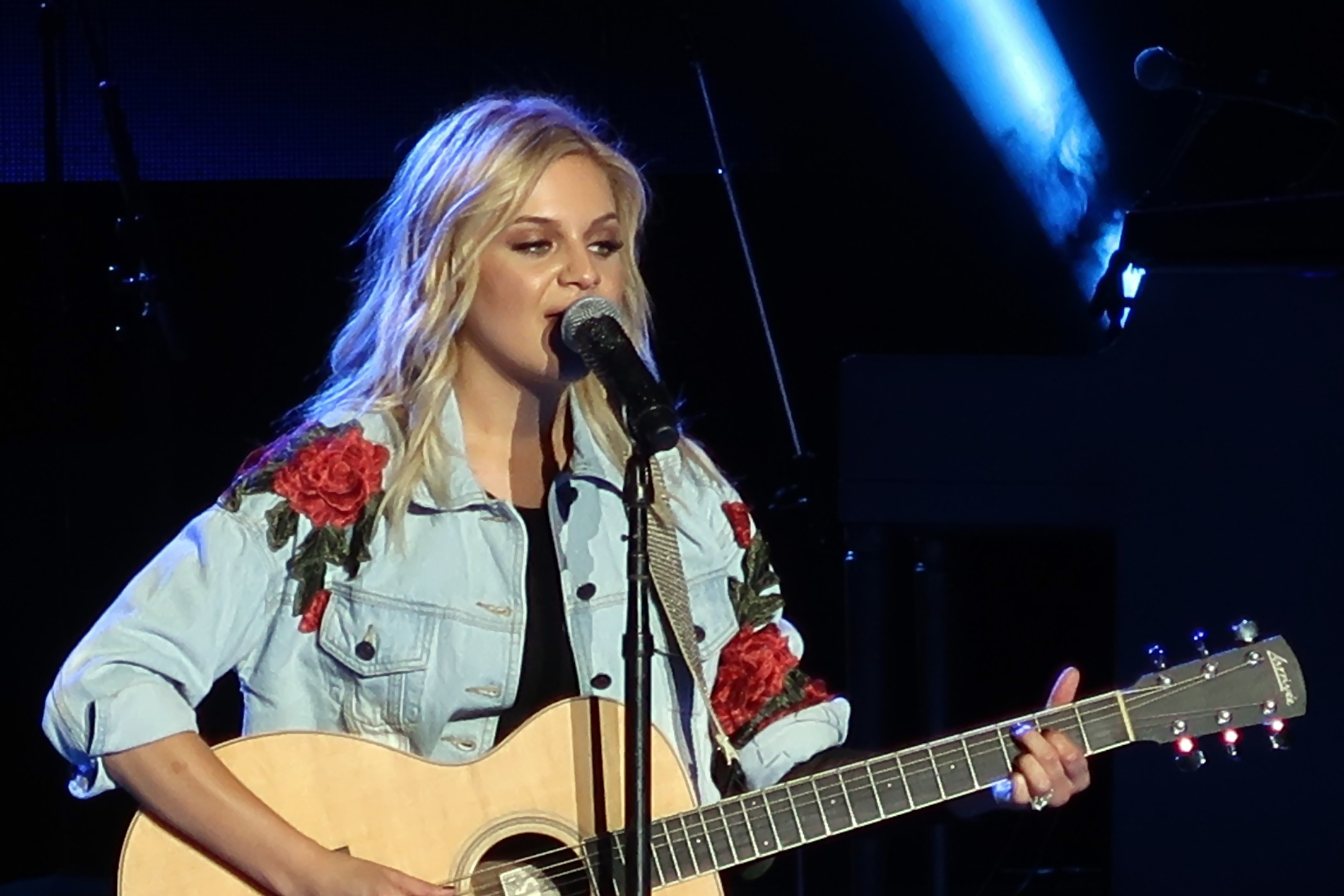
Kalsea Ballerini in un concerto nel 2017

Nel giugno 2017, Ballerini ha pubblicato Legends come primo singolo del suo secondo album in studio Unapologetically, rilasciato il 3 novembre 2017. L'album debutta alla posizione numero 7 della Billboard 200, 3 della US Top Country Albums e 18 della classifica canadese, riuscendo ad entrare nelle classifiche oltreoceano, tra cui la prima posizione delle classifiche country di Australia e Regno Unito, e rispettivamente alla posizione 12 e 50 delle classifiche generali dei due paesi.  Il secondo singolo dell'album, I Hate Love Songs, è stato pubblicato a marzo 2018, e a settembre annuncia che avrebbe pubblicato un'edizione deluxe dell'album con quattro nuovi brani il 3 ottobre 2018. Il terzo e ultimo singolo di Unapologetically, Miss Me More, è stato pubblicato nell'ottobre 2018 che ha ricevuto la certificazione di platino. L'album riceve una nomination come Best Country Album ai Grammy Awards e la cantante viene riconosciuta con il Gene Weed Milestone Award dagli Academy of Country Music Awards.
Nel 2018 Ballerini collabora inoltre con i The Chainsmokers al brano This Feeling contenuto nell'album del duo Sick Boy e nella versione deluxe di Unapolegetically. Il brano entra in trentadue classifiche, incluse le Top10 della US Hot Dance/Electronic Songs, Uk Dance, Australia Dance e Japan Hot Overseas, vendendo più di un milione e mezzo di copie in tutto il mondo. In ottobre 2018, ha fornito la voce della canzone Dance With Me del marito Morgan Evans.
Da settembre a dicembre 2018 la cantante entra nel cast di coach di The Voice US nel format digitale The Comeback Stage, dove si prefiggeva di seguire i sei concorrenti che non avevano ottenuto il turno durante la fase iniziale.

### 2019-2022:Kelsea,Ballerini eSubject to Change

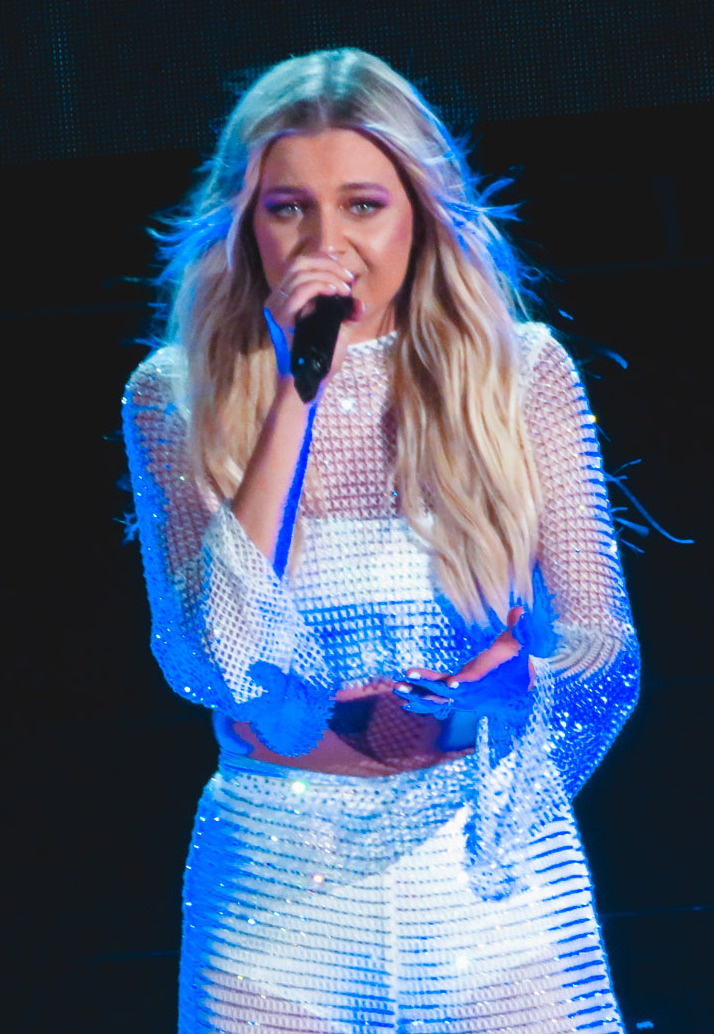
Kelsea Ballerini al Red Rocks Amphitheater 2021

Il 5 marzo 2019, Ballerini è stata invitata dai Little Big Town a diventare membro del Grand Ole Opry. Il 16 aprile 2019 è stata introdotta nel Grand Ole Opry da Carrie Underwood.
Nel giugno 2019, la cantante è stata ospite del concorso NBC Songland e ha pubblicato la canzone Better Luck Next Time. Nel mese successivo ha conferma in un post di Instagram che il lavoro sul suo terzo album in studio è stato completato e rilascia il singolo Homecoming Queen?, entrando alla numero 22 della classifica Country Airplay. Il 20 aprile rilascia la collaborazione The Other Girl con Halsey che esordisce alla posizione 95 della Billboard Hot 100 e viene certificato disco d'oro dalla RIAA.
L'8 novembre Ballerini pubblica il singolo promozionale Club. Seguono la pubblicazione del singolo L.A e del suo terzo album Kelsea, che include la collaborazione con Halsey. Per la promozione dei rispettivi album, Kelsea e Halsey si esibiscono in un concerto insieme. L'11 settembre 2020 Kelsea pubblica una riedizione acustica di Kelsea, intitolandola questa volta Ballerini. Il 13 novembre 2020 pubblica un'ulteriore versione del brano Hole in a Bottle, in collaborazione con la celebre Shania Twain, che esordisce nella top40 della classifica statunitense e canadese, vendendo oltre un milione di copie.
Nel 2021, Ballerini ha temporaneamente sostituito Kelly Clarkson come coach durante la stagione 20 di The Voice. Ha co-condotto i CMT Music Award 2021 con Kane Brown, dove ha vinto il premio per la Performance dell'anno grazie a The Other Girl. Il 19 aprile 2021 viene pubblicata la collaborazione Half of My Hometown con Kenny Chesney, la quale riceve la certificazione di disco d'oro dalla RIAA fa ottenere alla cantante due Country Music Association Awards. Nel mese di maggio, è stato annunciato che sarebbe stato un atto di apertura sul tour Remember This dei Jonas Brothers che è iniziato nel mese di agosto. Il suo libro di debutto, Feel Your Way Through, pubblicato il 16 novembre 2021.
Nel marzo 2022 Ballerini ha annunciato che il singolo Heartfirst sarebbe stato pubblicato l'8 aprile 2022, come primo singolo estratto dal suo quarto album in studio, Subject to Change, eseguendola canzone durante la co-conduzione dei CMT Music Award del 2022. Il brano è stato successivamente candidato ai Grammy Award nella categoria alla migliore interpretazione country solista. Il 15 luglio 2022 è stato pubblicato il secondo singolo, Love is a Cowboy. Subject to Change è stato pubblicato il 23 settembre successivo, esordendo nelle classifiche statunitense, canadese e australiana.
2023-presente: Rolling up the Welcome Mat e Patterns
Il 14 Febbraio 2023, in concomitanza del giorno di San Valentino, rilascia il suo secondo EP Rolling up the Welcome Mat, che parla proprio del divorzio con il cantante Morgan Evans. L’EP contiene 6 diverse tracce ed è accompagnato da uno short film che fa da visual album, l’intero corto è stato scritto dalla stessa Kelsea Ballerini che ne è anche attrice e diretto da Patrick Tracy.
Il corto rappresenta proprio Kelsea e il suo superare tutte le fasi di perdita, accettazione della fine di un matrimonio. "Rolling Up the Welcome Mat è stato il modo in cui ho elaborato tutto"", ha detto Ballerini in una dichiarazione." "È il modo in cui ho ottenuto i miei sentimenti dal mio corpo e dal mio cuore e li ho messi in musica, che è il modo più puro in cui avrei potuto gestirlo". Successivamente nel 2023 rilascia Rolling Up the Welcome Mat (for good) con l’aggiunta di un brano, How Do I do this?, l’estensione del brano Interlude e Penthouse (Healed Version). Il progetto è stato nominato per l'Album dell'anno ai 57° Annual CMA Awards e Miglior Country Album ai 66th Annual Grammy Awards.
Il 28 giugno 2024, Ballerini ha pubblicato una collaborazione con il cantautore folk-pop Noah Kahan chiamata "Cowboys Cry Too", il primo singolo del suo quinto album in studio. La canzone è nominata ai Grammy Awards 2025, come miglior performance country di un duo o gruppo.
L'8 agosto 2024, ha annunciato che il suo quinto album in studio si sarebbe chiamato Patterns e che la canzone Sorry Mom sarebbe stata pubblicata il giorno seguente. L'album è stato pubblicato il 25 ottobre 2024, riscuotendo successo.

## Vita privata
Dal 2 dicembre 2017 al 2022 è stata sposata con il cantautore australiano Morgan Evans, con il quale ha convissuto a Nashville. Da fine 2022 Kelsea Ballerini frequenta l'attore Chase Stokes,protagonista della serie Netflix Outer Banks.

## Stile ed influenze musicali

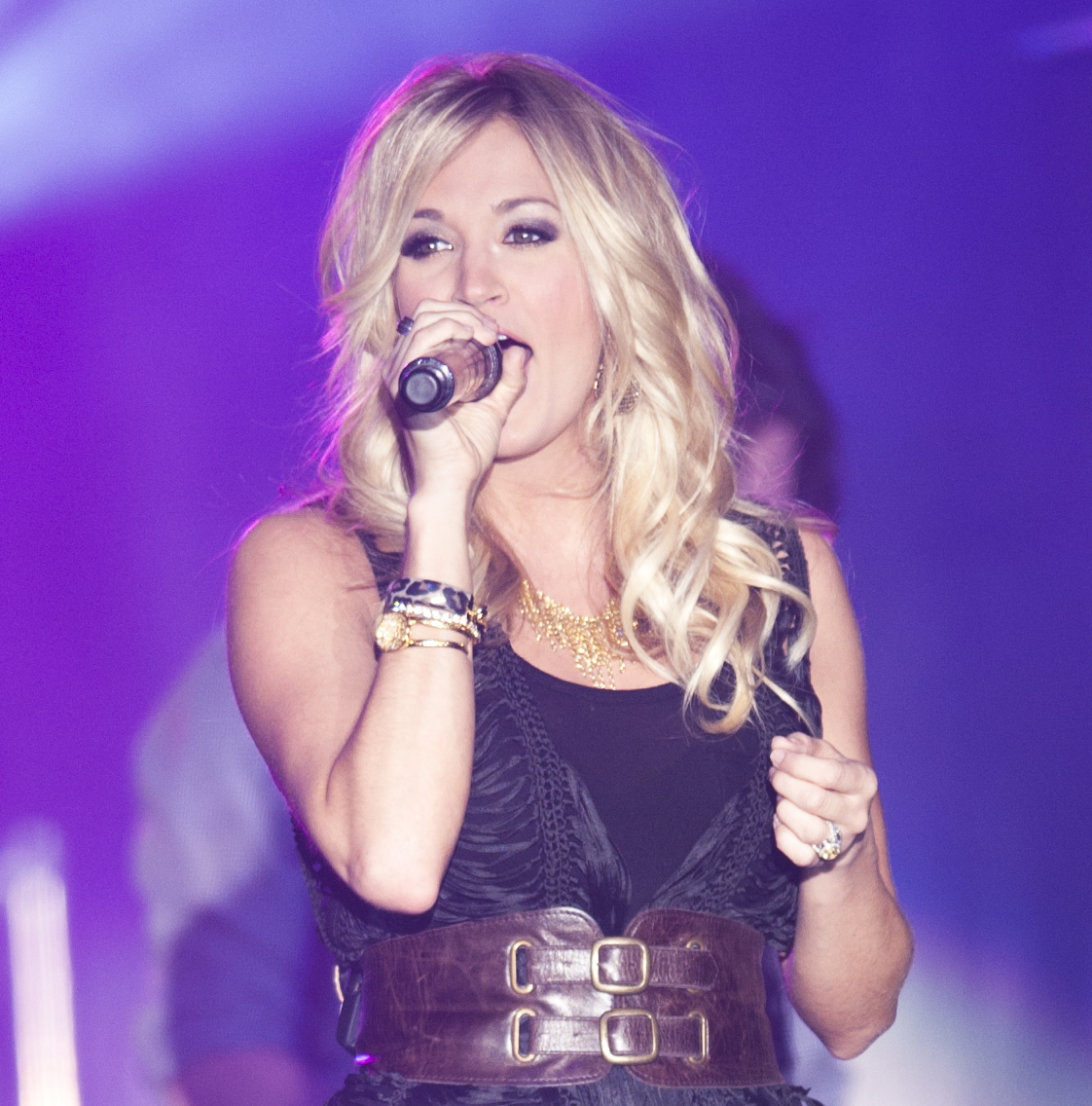
Carrie Underwood

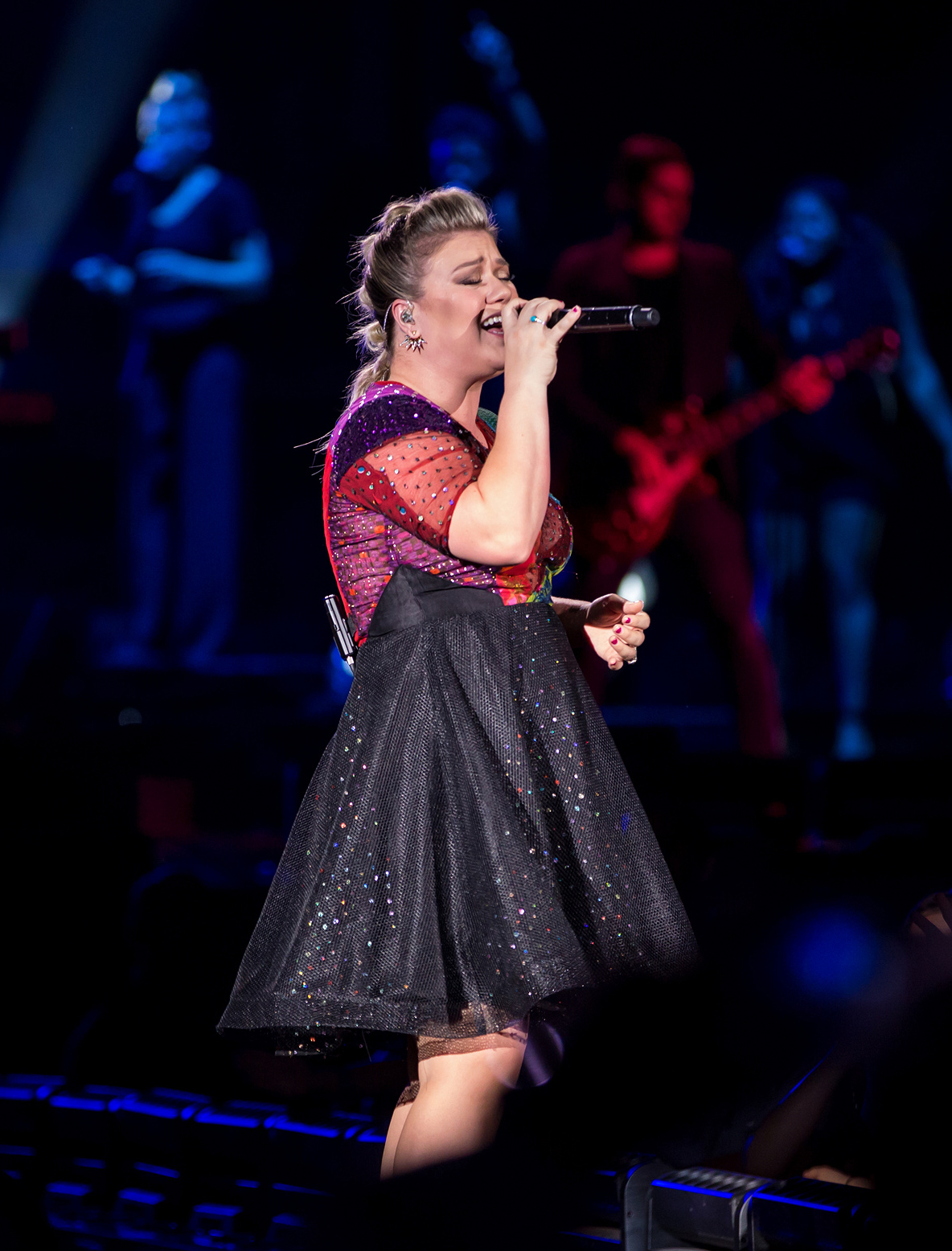
Kelly Clarkson

Kalsea Ballerini ha ricevuto influenze sia dal genere pop che dal genere country. Racconta infatti che "Sono cresciuta ascoltando musica pop. Non sapevo cosa fosse la musica country, il che è quasi buffo perché sono nata in una fattoria nell'Est Tennessee". Britney Spears, Christina Aguilera e gli NSYNC sono i cantanti pop che più ispirano la cantante. La cantante afferma "Il mio primo concerto è stato di Britney Spears. Questa è la mia musica, e questa sono io. Gli artisti country a mio parere sono noti per essere onesti e sinceri. E mi sento di essere onestà sul fatto che amo la musica pop, rap e rock. [...] Penso solo che non ci sia niente di sbagliato in questo".
L'approccio con la musica country è avvenuto tramite l'ascolto del brano Stupid Boyv di Keith Urban, facendole decidere di entrare in contatto con il genere ascoltando gli album di Taylor Swift, i Sugarland e le Dixie Chicks. Cita inoltre come figure importanti per il suo percorso artistico Shania Twain e Alison Krauss, oltre che i Lady Antebellum.
Di Hillary Scott racconta:"È una persona che credo sia stata così aggraziata durante tutta la sua ascesa verso la fama. Mi ha davvero incoraggiato umanamente e artisticamente. Mi scrive versi lunghissimi e mi porta la cena. È come una sorella maggiore". Kelly Clarkson è stata definita dalla Ballerini come la "Miglior cantante di sempre" e ne ha ammirato "la capacità di essere reale e con i piedi per terra nelle interviste e nei concerti, nonostante la sua fama".
La Ballerini, in occasione del suo ingresso alla Grand Ole Opry nel 2019, incontra Carrie Underwood, cantautrice country di grande influenza nell'attività della cantante, che descrive in un'intervista "Non saprei come sarebbe essere una donna nella musica country senza Carrie Underwood; [...] Lei è la cantante perfetta, ciò che ho sempre ammirato, non solo per la sua musica, ma penso che abbia cuore e un animo molto gentile. Penso che sia così posata. Credo che faccia tutto con grazia. Ho da sempre voluto seguire queste orme".

## Filantropia
Kalsea Ballerini è da sempre sensibile alle tematiche legate alle discriminazioni nei confronti della comunità LGBT, sia sostenendo le organizzazioni GLAAD e Born This Way Foundation di Lady Gaga, oltre che frequentare locali e manifestazioni promosse dalla comunità.
La cantante sostiene i movimenti femministi partendo dalla propria esperienza personale. In un'intervista a E! racconta:"Penso che sia davvero importante puntare a qualcosa di audace. Per me trasferirmi a Nashville e cercare di iniziare una carriera a 15 anni come donna nella musica country è stato decisamente audace, ma credo che sia importante sognare in grande per una ragazza". Inoltre Barbie ha regalato una bambola alla cantante per "Il suo atto ispiratore verso l'emancipazione e l'uguaglianza delle donne". La Ballerini ha commentato il gesto affermando:"Ho anche cercato di mettere l'empowerment femminile in ogni canzone che scrivo e soprattutto in ogni singolo brano che pubblico. Volevo davvero che fosse una parte importante del mio percorso di crescita; collaborare con Barbie e modo per dare forza a queste giovani ragazze".
Sostiene inoltre le organizzazioni di prevenzione delle malattie sessualmente trasmissibili tra cui AIDS.

## Discografia

### Album in studio
- 2015 - The First Time
- 2017 - Unapologetically
- 2020 - Kelsea
- 2022 - Subject to Change
- 2024 - Patterns

### Remix album
- 2020 - Ballerini

## Filmografia

### Televisione
- Greatest Hits, programma TV (2016) - conduttrice
- CMC Awards, premiazione  (2016) - presentatrice
- CMA Music Festival: Country's Night To Rock, programma TV  (2017-2019) - conduttrice
- The Voice, Talent Show  (2019, 2021) - coach e advisor
- Victoria's Secret Fashion Show, TV Show  (2019) - ospite e performer
- Trisha's Southern Kitchen, programma TV  (2019) - ospite
- Brad Paisley Thinks He's Special, programma TV  (2019) - ospite
- CMT Crossroads, programma TV  (2020) - ospite
- #KidsTogether: The Nickelodeon Town Hall, speciale TV  (2020) - ospite
- CMT Music Award, premiazione  (2021) - presentatrice
- Doctor Odyssey - serie TV, episodio 1x06 (2024)

## Doppiatrici italiane
Nelle versioni in italiano delle opere in cui ha recitato, Kelsea Ballerini è stata doppiata da:
- Lavinia Paladino in Doctor Odyssey

## Opere
- Feel Your Way Through: A Book of Poetry, New York, Random House, 2021

## Riconoscimenti
- Grammy Awards
  - 2017 – Candidatura al miglior artista esordiente
  - 2019 – Candidatura al miglior album country per Unapologetically
  - 2023 – Candidatura alla migliore interpretazione country solista per Heartfirst